# بیژن‌نامه
بیژن‌نامه  منظومه‌ای حماسی دربارهٔ بیژن فرزند گیو و نوه دختری رستم است. نام سرایندهٔ این اثر به صراحت در بیژن‌نامه نیامده است اما صفا با استناد به آخرین بیت منظومه، آن‌را سرودهٔ خواجه عمیدابوالعلاء عطاء بن یعقوب کاتب، معروف به ناکوک یا عطایی‌رازی، از مشاهیر دورهٔ دوم غزنوی و صاحب برزونامه می‌داند.
بخش بزرگی از از داستان بیژن‌نامه برگرفته از داستان رزم بیژن و گرازان در شاهنامه فردوسی است. جلال متینی با سنجش دو نسخهٔ دستنویس بیژن‌نامه با شاهنامه، عقیده دارد که سرایندهٔ بیژن‌نامه حداقل ۱۱۱۲ بیت از منظومهٔ بیژن و منیژه‌ی فردوسی را در میان داستان خود قرار داده است، بدون آنکه به اصل آن اشاره کند و به جای ۲۲۳ بیتی که از بیژن و منیژه حذف کرده، خود ۷۲۱ بیت سست بر آن افزوده است. از این‌رو، وی بیژن‌نامه را نمونهٔ سرقت ادبی ادبیات فارسی و از جهت لفظ و معنی، سست و بی‌مایه می‌داند.
این اثر، با توجه به دو نسخهٔ موجود از آن، مشتمل بر ۱۴۰۰ تا ۱۹۰۰ بیت است. دو نسخهٔ دستنویس آن، یکی در کتابخانهٔ بادلیان در آکسفورد به شمارهٔ ۱۹۷۹ و بدون تاریخ، و دیگری متعلق به قرن هجدهم میلادی در موزهٔ بریتانیا به شمارهٔ ۱۹۹ است.